# Luigi Villoresi

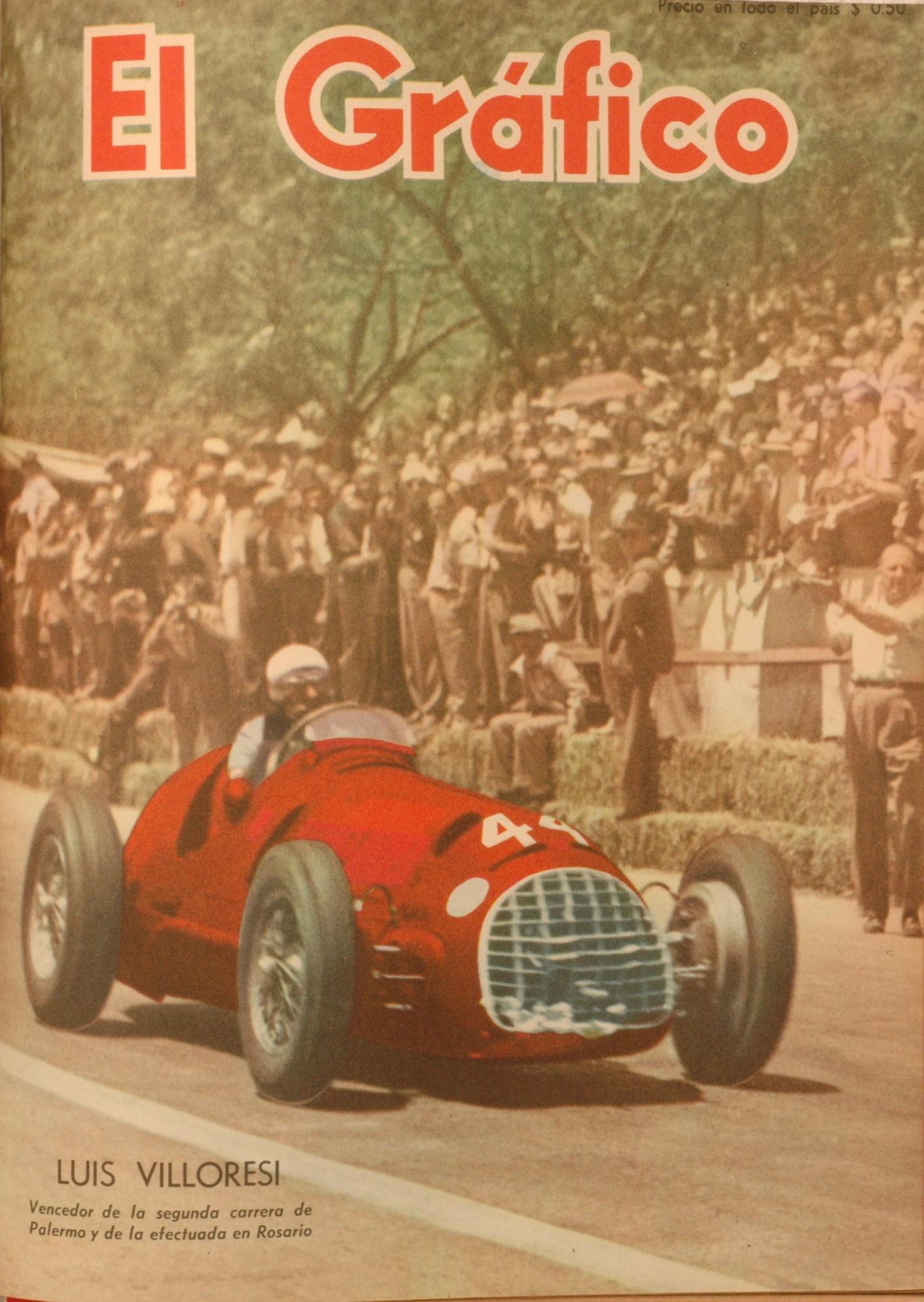
Villoresi à Palerme en 1950.

Luigi Villoresi, dit Gigi, né le 16 mai 1909 à Milan et mort le 24 août 1997 à Modène, est un pilote automobile ìtalien.

## Biographie
Dans sa jeunesse, il partage la passion de la mécanique avec son frère cadet, Emilio.
De 1950 à 1956, Luigi Villoresi court 31 Grands Prix en Formule 1.
Il remporte également le Rallye de Sestrières avec Alberto Ascari sur Lancia Aurelia en 1951, et le Rallye de l'Acropole avec Ciro Basadonna sur Lancia Aurelia GT en 1958.

## Résultats avant guerre
| Catégorie            | Date      | Épreuve                           | Écurie                    | Auto         | Position |
| -------------------- | --------- | --------------------------------- | ------------------------- | ------------ | -------- |
| Réglt d'Avant-Guerre | 11/4/1936 | 1re Coupe du Prince Rainier       | Scuderia Ambrosiana       | Maserati 4C  | 6        |
| Réglt d'Avant-Guerre | 2/8/1936  | 10e Coppa Ciano Voiturette        | Scuderia Ambrosiana       | Maserati 4C  | 3        |
| Réglt d'Avant-Guerre | 19/9/1937 | 3e Coppa Edda Ciano               | Scuderia Ambrosiana       | Maserati 6CM | 2        |
| Réglt d'Avant-Guerre | 26/9/1937 | 7e Grand Prix de la Ville de Brno | Scuderia Ambrosiana       | Maserati 6CM | 1        |
| Réglt d'Avant-Guerre | 23/4/1938 | 3e Grand Prix de Cork             | Scuderia Ambrosiana       | Maserati 8CM | 3        |
| Réglt d'Avant-Guerre | 22/5/1938 | 29e Targa Florio                  | Scuderia Ambrosiana       | Maserati 6CM | 3        |
| Réglt d'Avant-Guerre | 26/6/1938 | 4e Coppa Principessa di Piemonte  | Officine Alfieri Maserati | Maserati 6CM | 2        |
| Réglt d'Avant-Guerre | 10/7/1938 | 6e Grand Prix d'Albi              | Privé                     | Maserati 6CM | 1        |
| Réglt d'Avant-Guerre | 14/8/1938 | 14e Coppa Acerbo Voiturettes      | Scuderia Ambrosiana       | Maserati 6CM | 1        |
| Réglt d'Avant-Guerre | 4/9/1938  | 4e Coppa Edda Ciano               | Officine Alfieri Maserati | Maserati 4CL | 1        |
| Réglt d'Avant-Guerre | 2/1/1939  | 5e Grand Prix d'Afrique du Sud    | Officine Alfieri Maserati | Maserati 6CM | 1        |
| Réglt d'Avant-Guerre | 14/5/1939 | 30e Targa Florio                  | Officine Alfieri Maserati | Maserati 6CM | 1        |
| Réglt d'Avant-Guerre | 9/7/1939  | 1er Circuito di Carnaro           | Officine Alfieri Maserati | Maserati 4CL | 1        |
| Réglt d'Avant-Guerre | 23/5/1940 | 31e Targa Florio                  | Officine Alfieri Maserati | Maserati 4CL | 1        |

## Résultats après guerre
| Catégorie            | Date       | Épreuve                                   | Écurie                    | Auto             | Position |
| -------------------- | ---------- | ----------------------------------------- | ------------------------- | ---------------- | -------- |
| Réglt d'Avant-Guerre | 22/4/1946  | 5e Grand Prix de Nice                     | Scuderia Ambrosiana       | Maserati 4CL     | 1        |
| Formule Argentine    | 9/2/1947   | 1er Gran Premio del General Juan Perón    | Scuderia Ambrosiana       | Maserati 4CL     | 1        |
| Formule Argentine    | 16/2/1947  | 1er Gran Premio de Eva Duarte Perón       | Scuderia Ambrosiana       | Maserati 4CL     | 1        |
| Formule Argentine    | 23/2/1947  | 1er Copa Acción de San Lorenzo            | Scuderia Ambrosiana       | Maserati 4CL     | 2        |
| Formule Argentine    | 21/4/1947  | 8e Grande Premio da Cidade de Rio         | Scuderia Ambrosiana       | Maserati 4CL     | 2        |
| Réglt d'Avant-Guerre | 1/6/1947   | 3e Grand Prix de Nimes                    | Scuderia Ambrosiana       | Maserati 4CL     | 1        |
| Formule 2            | 15/6/1947  | 1er Circuito di Vigevano                  | Officine Alfieri Maserati | Maserati A6GCS   | 2        |
| Réglt d'Avant-Guerre | 20/7/1947  | 1er Grand Prix de la Ville de Nice        | Scuderia Ambrosiana       | Maserati 4CL     | 1        |
| Réglt d'Avant-Guerre | 3/8/1947   | 2e Grand Prix d'Alsace                    | Scuderia Ambrosiana       | Maserati 4CL     | 1        |
| Réglt d'Avant-Guerre | 5/10/1947  | 1er Grand Prix de Lausanne                | Scuderia Ambrosiana       | Maserati 4CL     | 1        |
| Formule Argentine    | 17/1/1948  | 2e Gran Premio del General Juan Perón     | Scuderia Milano           | Maserati 4CL     | 1        |
| Formule Argentine    | 1/2/1948   | 2e Copa Acción de San Lorenzo             | Scuderia Milano           | Maserati 4CL     | 3        |
| Formule Argentine    | 14/2/1948  | 2e Gran Premio de Eva Duarte Perón        | Scuderia Milano           | Maserati 4CL     | 1        |
| Réglt d'Avant-Guerre | 27/6/1948  | 3e Gran Premio di San Remo                | Scuderia Ambrosiana       | Maserati 4CLT    | 2        |
| Réglt d'Avant-Guerre | 4/7/1948   | 8e Grand Prix de Suisse                   | Scuderia Ambrosiana       | Maserati 4CLT    | 3        |
| Réglt d'Avant-Guerre | 8/8/1948   | 14e Grand Prix du Comminges               | Scuderia Ambrosiana       | Maserati 4CLT    | 1        |
| Réglt d'Avant-Guerre | 29/8/1948  | 10e Grand Prix d'Albi                     | Scuderia Ambrosiana       | Maserati 4CLT    | 1        |
| Réglt d'Avant-Guerre | 5/9/1948   | 19e Gran Premio d'Italia                  | Scuderia Ambrosiana       | Maserati 4CLT    | 2        |
| Formule 2            | 19/9/1948  | 1er Gran Premio di Napoli                 | Automobili OSCA           | OSCA 1100        | 1        |
| Réglt d'Avant-Guerre | 2/10/1948  | 1er British Grand Prix                    | Scuderia Ambrosiana       | Maserati 4CLT    | 1        |
| Réglt d'Avant-Guerre | 24/10/1948 | 8e Circuito del Garda                     | Scuderia Ambrosiana       | Maserati 4CLT    | 3        |
| Réglt d'Avant-Guerre | 31/10/1948 | 9e Gran Premio de Penya Rhin              | Scuderia Ambrosiana       | Maserati 4CLT    | 1        |
| Formule Argentine    | 30/1/1949  | 3e Gran Premio del General Juan Perón     | Scuderia Ambrosiana       | Maserati 4CLT    | 2        |
| Formule Argentine    | 20/3/1949  | 4e Grande Premio de Interlagos            | Scuderia Ambrosiana       | Maserati 4CLT    | 1        |
| Formule Argentine    | 27/3/1949  | 10e Grande Premio da Cidade de Rio        | Scuderia Ambrosiana       | Maserati 4CLT    | 1        |
| Formule 2            | 15/5/1949  | 1er Grand Prix du Luxembourg              | Scuderia Ferrari          | Ferrari 166      | 1        |
| Formule 2            | 22/5/1949  | 1er Grand Prix de Bruxelles               | Scuderia Ferrari          | Ferrari 166C     | 1        |
| Formule 2            | 2/6/1949   | 10e Gran Premio Reale di Roma             | Scuderia Ferrari          | Ferrari 166C     | 1        |
| Réglt d'Avant-Guerre | 19/6/1949  | 11e Grand Prix de Belgique                | Scuderia Ferrari          | Ferrari 125      | 2        |
| Réglt d'Avant-Guerre | 3/7/1949   | 9e Grand Prix de Suisse                   | Scuderia Ferrari          | Ferrari 125      | 2        |
| Formule 2            | 10/7/1949  | 9e Circuito del Garda                     | Scuderia Ferrari          | Ferrari 166C     | 1        |
| Réglt d'Avant-Guerre | 31/7/1949  | 2d Grote Prijs van Zandvoort              | Scuderia Ferrari          | Ferrari 125      | 1        |
| Réglt d'Avant-Guerre | 20/8/1949  | 1er B.R.D.C. International Trophy         | Scuderia Ferrari          | Ferrari 125      | 3        |
| Formule Argentine    | 18/12/1949 | 4e Gran Premio del General Juan Perón     | Scuderia Ferrari          | Ferrari 166C     | 3        |
| Formule Argentine    | 8/1/1950   | 4e Gran Premio de Eva Duarte Perón        | Scuderia Ferrari          | Ferrari 166      | 1        |
| Formule Argentine    | 22/1/1950  | 4e Copa Acción de San Lorenzo             | Scuderia Ferrari          | Ferrari 166      | 1        |
| Formule 2            | 19/3/1950  | 8e Grand Prix de Marseille                | Scuderia Ferrari          | Ferrari 166F2    | 1        |
| Hors Champ.          | 10/4/1950  | 11e Grand Prix automobile de Pau          | Scuderia Ferrari          | Ferrari 125      | 2        |
| Hors Champ.          | 16/4/1950  | 5e Gran Premio di San Remo                | Scuderia Ferrari          | Ferrari 125      | 2        |
| Formule 2            | 7/5/1950   | 2d Preis von Ostschweiz-Erlen             | Scuderia Ferrari          | Ferrari 166F2    | 1        |
| Formule 2            | 14/5/1950  | 1er Grand Prix de Mons                    | Scuderia Ferrari          | Ferrari 166F2    | 2        |
| Formule 2            | 28/5/1950  | 3e Gran Premio dell'Autodromo di Monza    | Scuderia Ferrari          | Ferrari 166F2/50 | 1        |
| Formule 2            | 11/6/1950  | 11e Gran Premio di Roma                   | Scuderia Ferrari          | Ferrari 166F2    | 2        |
| Hors Champ.          | 23/7/1950  | 1er Grote Prijs van Nederland             | Scuderia Ferrari          | Ferrari 125      | 2        |
| Hors Champ.          | 11/3/1951  | 1er Gran Premio di Siracusa               | Scuderia Ferrari          | Ferrari 375      | 1        |
| Hors Champ.          | 26/3/1951  | 12e Grand Prix automobile de Pau          | Scuderia Ferrari          | Ferrari 375      | 1        |
| Formule 2            | 8/4/1951   | 9e Grand Prix de Marseille                | Scuderia Ferrari          | Ferrari 166F2/50 | 1        |
| Formule 2            | 13/5/1951  | 4e Gran Premio de'll Autodromo di Monza   | Scuderia Ferrari          | Ferrari 166F2/50 | 2        |
| Formule 2            | 20/5/1951  | 1er Gran Premio de'll V Centenario        | Scuderia Ferrari          | Ferrari 166F2/50 | 1        |
| Formule 1            | 17/6/1951  | 13e Grand Prix de Belgique                | Scuderia Ferrari          | Ferrari 375      | 3        |
| Formule 1            | 1/7/1951   | 38e Grand Prix de l'ACF                   | Scuderia Ferrari          | Ferrari 375      | 3        |
| Formule 1            | 14/7/1951  | 4e RAC British Grand Prix                 | Scuderia Ferrari          | Ferrari 375      | 3        |
| Formule 2            | 6/4/1952   | 6e Gran Premio de'll Valentino            | Scuderia Ferrari          | Ferrari 375      | 1        |
| Hors Champ.          | 6/4/1952   | 6e Gran Premio di Torino                  | Scuderia Ferrari          | Ferrari 375      | 1        |
| Formule 2            | 13/7/1952  | 2d Grand Prix des Sables-d'Olonne         | Scuderia Ferrari          | Ferrari 500      | 1        |
| Formule 2            | 2/8/1952   | 2d Daily Mail Trophy                      | Scuderia Ferrari          | Ferrari 375      | 1        |
| Formule 1            | 17/8/1952  | 3e Grote Prijs van Nederland              | Scuderia Ferrari          | Ferrari 500      | 3        |
| Formule 2            | 24/8/1952  | 11e Grand Prix de la Baule                | Scuderia Ferrari          | Ferrari 500      | 2        |
| Formule 1            | 7/9/1952   | 23e Gran Premio d'Italia                  | Scuderia Ferrari          | Ferrari 500      | 3        |
| Formule 2            | 14/9/1952  | 3e Gran Premio di Modena                  | Scuderia Ferrari          | Ferrari 500      | 1        |
| Formule 1            | 18/1/1953  | 1er Gran Premio de la Republica Argentina | Scuderia Ferrari          | Ferrari 500      | 2        |
| Formule 2            | 1/2/1953   | 7e Gran Premio Ciudad de Buenos Aires     | Scuderia Ferrari          | Ferrari 625      | 2        |
| Formule 2            | 3/5/1953   | 2d Grand Prix de Bordeaux                 | Scuderia Ferrari          | Ferrari 500      | 2        |
| Formule 1            | 21/6/1953  | 15e Grand Prix de Belgique                | Scuderia Ferrari          | Ferrari 500      | 2        |
| Hors Champ.          | 27/3/1955  | 7e Gran Premio de'll Valentino            | Scuderia Lancia           | Lancia D50       | 3        |
| Hors Champ.          | 8/5/1955   | 8e Gran Premio di Napoli                  | Scuderia Lancia           | Lancia D50       | 3        |
| Hors Champ.          | 23/10/1955 | 5e Gran Premio di Siracusa                | Officine Alfieri Maserati | Maserati 250F    | 3        |